# Tętnica trzustkowo-dwunastnicza górna tylna

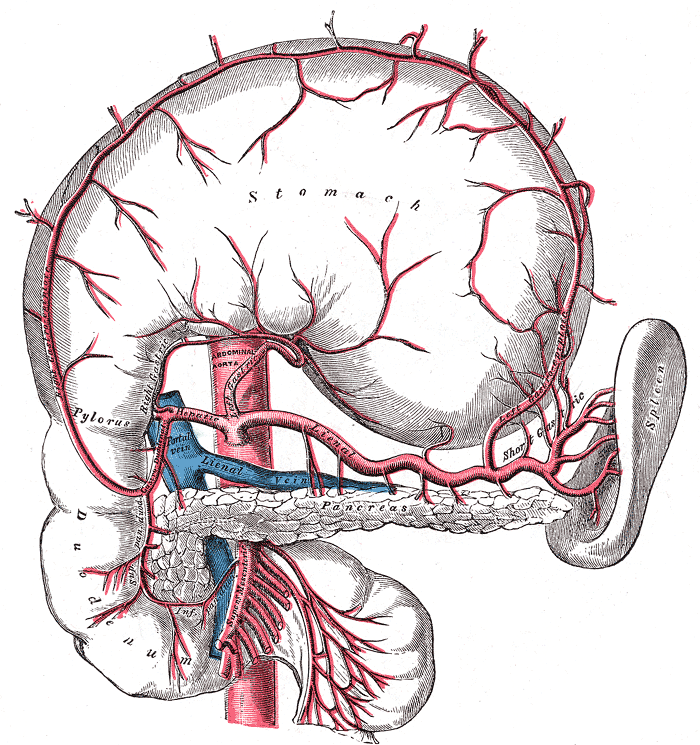
Pień trzewny i jego odgałęzienia

Tętnica trzustkowo-dwunastnicza górna tylna (łac. arteria pancreaticoduodenalis superior posterior) – w anatomii człowieka tętnica jamy brzusznej, będąca odgałęzieniem tętnicy żołądkowo-dwunastniczej. Powstaje w okolicy górnego brzegu trzustki, przebiega w dół i w prawo z tyłu od głowy trzustki. Przechodzi na prawą stronę przewodu żółciowego wspólnego, krzyżując go od przodu, następnie ponownie przechodzi na lewo od niego, krzyżując go tym razem od tylnej strony. Przechodzi w gałąź tylną tętnicy trzustkowo-dwunastniczej dolnej, z którą wytwarza łuk tętniczy trzustkowo-dwunastniczy tylny. Tętnica trzustkowo-dwunastnicza górna tylna oddaje gałęzie trzustkowe unaczyniające trzustkę i gałęzie dwunastnicze unaczyniające dwunastnicę. Towarzyszy jej żyła trzustkowo-dwunastnicza górna tylna, będąca dopływem żyły wrotnej wątroby.